# 8483 Kinwalaniihsia
8483 Kinwalaniihsia è un asteroide della fascia principale. Scoperto nel 1988, presenta un'orbita caratterizzata da un semiasse maggiore pari a 2,3898221 UA e da un'eccentricità di 0,0809314, inclinata di 7,41526° rispetto all'eclittica.